# Judo-Europameisterschaften 2010

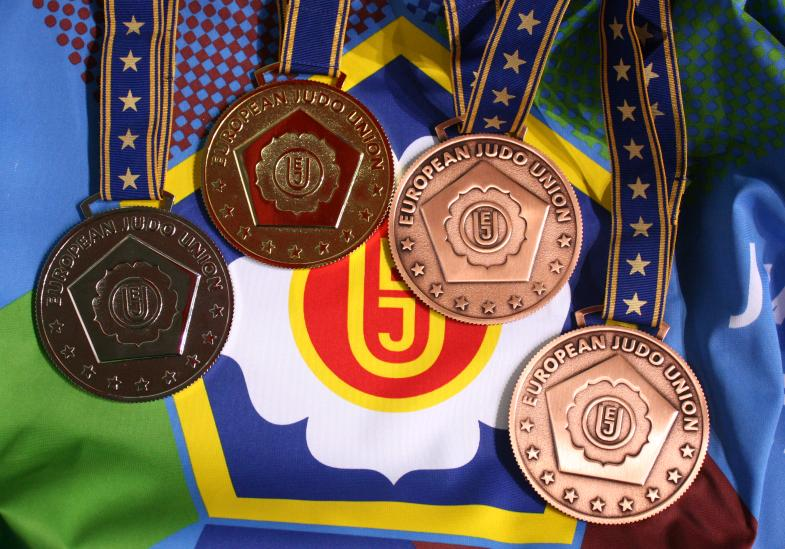
Medaillen der Europameisterschaften 2010

Die Judo-Europameisterschaften 2010 fanden vom 22. bis zum 25. April in der Ferry-Dusika-Hallenstadion in Wien statt.

## Ergebnisse

### Männer
| Gewichtsklasse | Gold                                                                                                | Silber                                                                          | Bronze |
| -------------- | --------------------------------------------------------------------------------------------------- | ------------------------------------------------------------------------------- | --- |
| -60 kg         | Sofiane Milous                                                                                      | Ludwig Paischer                                                                 | Jeroen Mooren Elio Verde |
| -66 kg         | Sugoi Uriarte                                                                                       | Miklós Ungvári                                                                  | Rok Drakšič Andreas Mitterfellner |
| -73 kg         | João Pina                                                                                           | Batradz Kaitmazov                                                               | Ugo Legrand Attila Ungvári |
| -81 kg         | Siraschudin Magomedow                                                                               | Aljaksandr Szjaschenka                                                          | Euan Burton Guillaume Elmont |
| -90 kg         | Marcus Nyman                                                                                        | Warlam Liparteliani                                                             | Ilias Iliadis Elxan Məmmədov |
| -100 kg        | Elco van der Geest                                                                                  | Henk Grol                                                                       | Benjamin Behrla Ariel Zeevi |
| +100 kg        | Ihar Makarau                                                                                        | Barna Bor                                                                       | Janusz Wojnarowicz Andreas Tölzer |
| Team           | Georgien David Asumbani Zaza Kedelashvili Lewan Ziklauri Warlam Liparteliani Lascha Gudschedschiani | Frankreich Sofiane Milous Loïc Korval Antoine Jeannin Romain Buffet Teddy Riner | Russland Alim Gadanov Mansur Issajew Iwan Nifontow Kirill Denissow Dmitry Sterkhov Rumänien Dan Fâşie Costel Danculea Marian Halas Valentin Radu Daniel Brata |

### Frauen
| Gewichtsklasse | Gold                                                                                     | Silber                                                                                     | Bronze |
| -------------- | ---------------------------------------------------------------------------------------- | ------------------------------------------------------------------------------------------ | --- |
| -48 kg         | Alina Dumitru                                                                            | Éva Csernoviczki                                                                           | Oiana Blanco Charline Van Snick |
| -52 kg         | Natalja Kusjutina                                                                        | Rosalba Forciniti                                                                          | Pénélope Bonna Ilse Heylen |
| -57 kg         | Corina Căprioriu                                                                         | Sabrina Filzmoser                                                                          | Hedvig Karakas Telma Monteiro |
| -63 kg         | Elisabeth Willeboordse                                                                   | Edwige Gwend                                                                               | Vlora Bedzeti Vera Koval |
| -70 kg         | Anett Mészáros                                                                           | Raša Sraka                                                                                 | Cecilia Blanco Juliane Robra |
| -78 kg         | Abigél Joó                                                                               | Marhinde Verkerk                                                                           | Lucie Louette Maryna Pryschtschepa |
| +78 kg         | Lucija Polavder                                                                          | Tea Donguzashvili                                                                          | Karina Bryant Urszula Sadkowska |
| Team           | Italien Rosalba Forciniti Giulia Quintavalle Edwige Gwend Erica Barbieri Assunta Galeone | Polen Marta Kubań Małgorzata Bielak Monika Chrościelewska Katarzyna Kłys Urszula Sadkowska | Frankreich Pénélope Bonna Morgane Ribout Gévrise Émane Mylène Chollet Lucie Louette Ukraine Tetyana Lusnikova Anna Nikitina Svetlana Chepurina Natalija Smal Svitlana Yaromka |